# Титульная нация
Ти́тульная на́ция — часть населения государства или субъекта федерации (национально-территориальной автономии), национальность которой определяет официальное наименование данного государства.

## История
Понятие «титульная нация» ввёл Морис Баррес, французский романист-индивидуалист и политик-националист, в конце XIX века. По Барресу это доминирующая этническая группа, на основе языка и культуры которой строится государственная система образования. Баррес противопоставлял титульной нации национальное меньшинство (представители нации, проживающие за пределами её национального государства, например, в то время — французы в Эльзасе и Лотарингии), и этнические диаспоры (этнические группы внутри территории национального государства, например, евреи и армяне во Франции). Баррес полагал, что национальное государство может быть сильным только при наличии двух условий: национальные меньшинства и этнические диаспоры должны сохранять лояльность государству титульной нации, а титульная нация должна поддерживать «свои» национальные меньшинства за границей. Эту классификацию Баррес разработал в период дела Дрейфуса.

## Титульная нация в России
Это понятие и его определение исключены из законодательства Российской Федерации. Доля национальности, в честь которой назван субъект Федерации в России, варьирует от 1,0 % в Еврейской автономной области до 95,3 % в Чеченской Республике, хотя только в 14 из 27 национальных субъектов Федерации русские составляют меньше половины населения.